# Mycetagroicus inflatus
Mycetagroicus inflatus (лат.) — вид муравьёв-грибководов из подсемейства мирмицины.

## Распространение
Северная Бразилия (штат Пара: Santa Maria das Barreiras, Rio Araguaia).

## Описание
Мелкие желтовато-коричневые муравьи (фронтальная часть головы и первый сегмент брюшка более тёмные), предположительно разводящие грибки, как и другие представители трибы Attini. Длина тела рабочих особей равна 2,61—2,64 мм, длина головы — 0,75—0,76 (ширина головы — 0,71—0,72), длина скапуса усиков 0,65 мм, длина петиоля — 0,13—0,17, длина постпетиоля — 0,34—0,37. Часть члеников жгутика (I и VIII—X) длиннее своей ширины, а остальные примерно равные в размере и ширине. Затылочный край между заднебоковыми долями сильно зубчатый; мандибулы с шестью зубцами. Наружный покров тела с тонким сетчатым узором; всё тело покрыто короткими изогнутыми волосками. Самки неизвестны. Самцы были впервые описаны только в 2013 году.